# Harjujärvi (sjö i Södra Savolax)
Harjujärvi är en sjö i Finland. Den ligger i kommunen S:t Michel i landskapet Södra Savolax, i den södra delen av landet, 220 km nordost om huvudstaden Helsingfors. Harjujärvi ligger 102,5 meter över havet. I omgivningarna runt Harjujärvi växer i huvudsak blandskog. Arean är 1,08 kvadratkilometer och strandlinjen är 15,05 kilometer lång. Sjön  ingår i Kymmene älvs huvudavrinningsområde. 